# Amt der NÖ Landesregierung

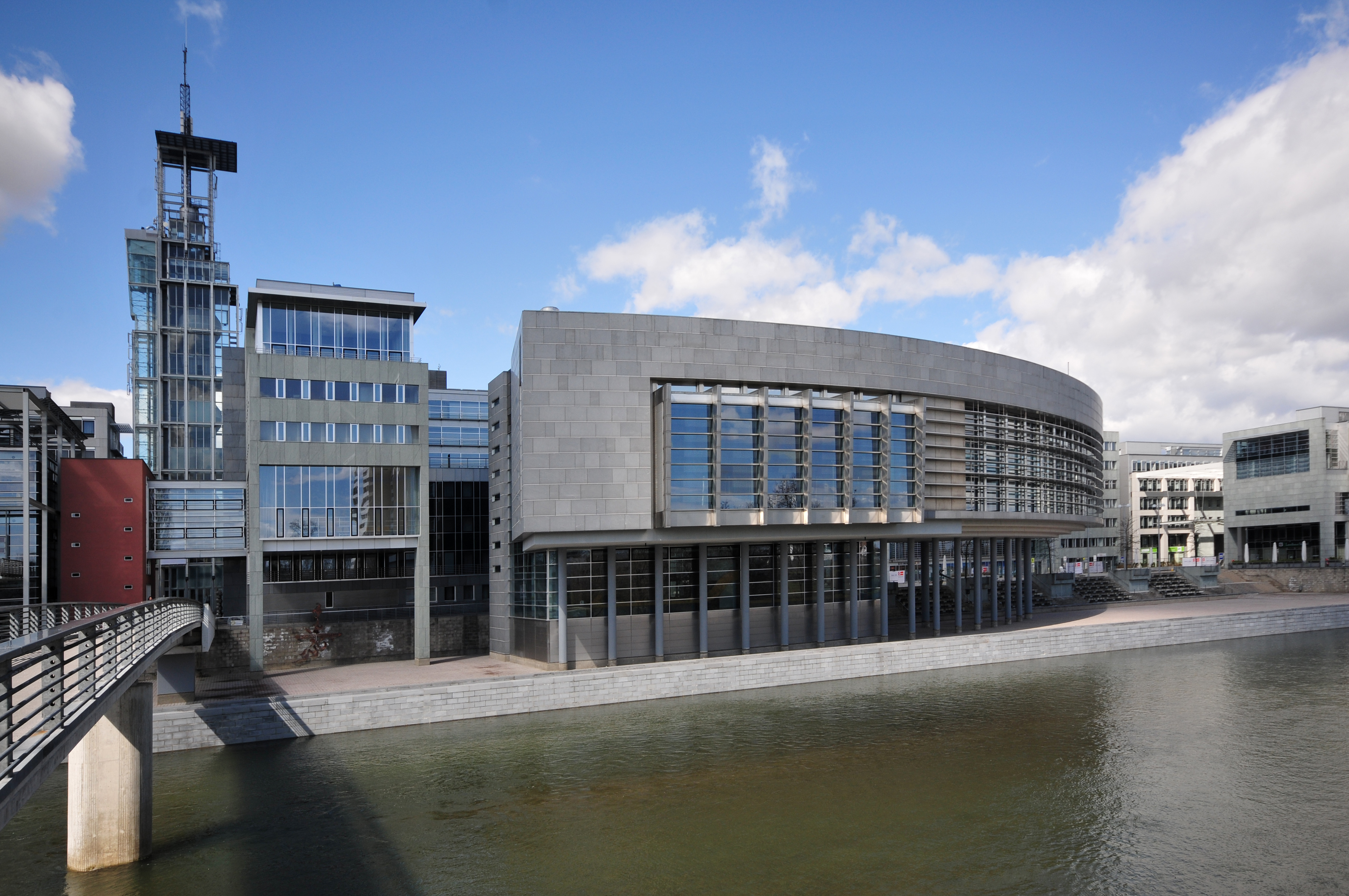
Ostseite des Landhausviertels: das NÖ Landhaus, links der Klangturm

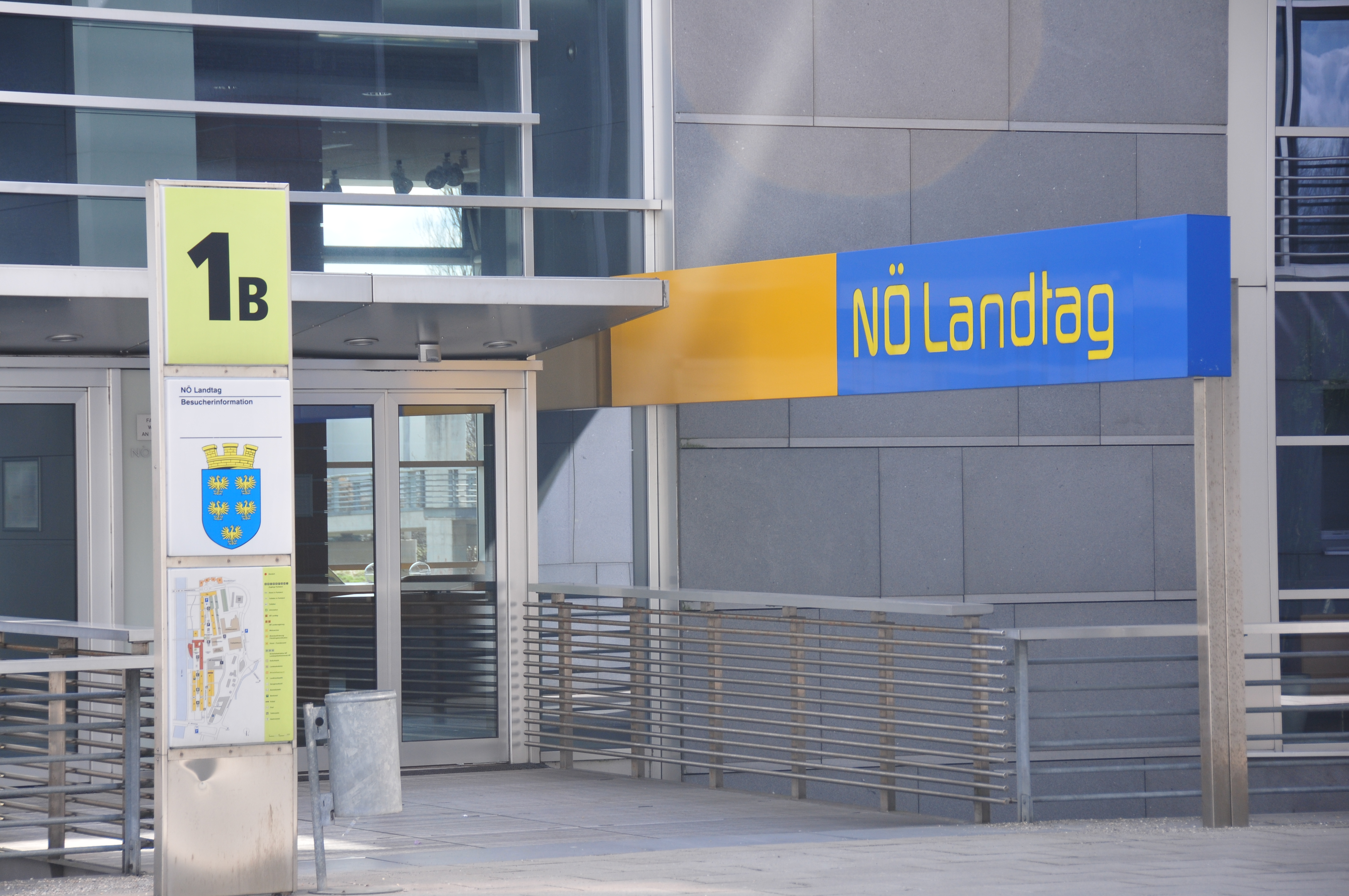
Eingang zum Landhaus

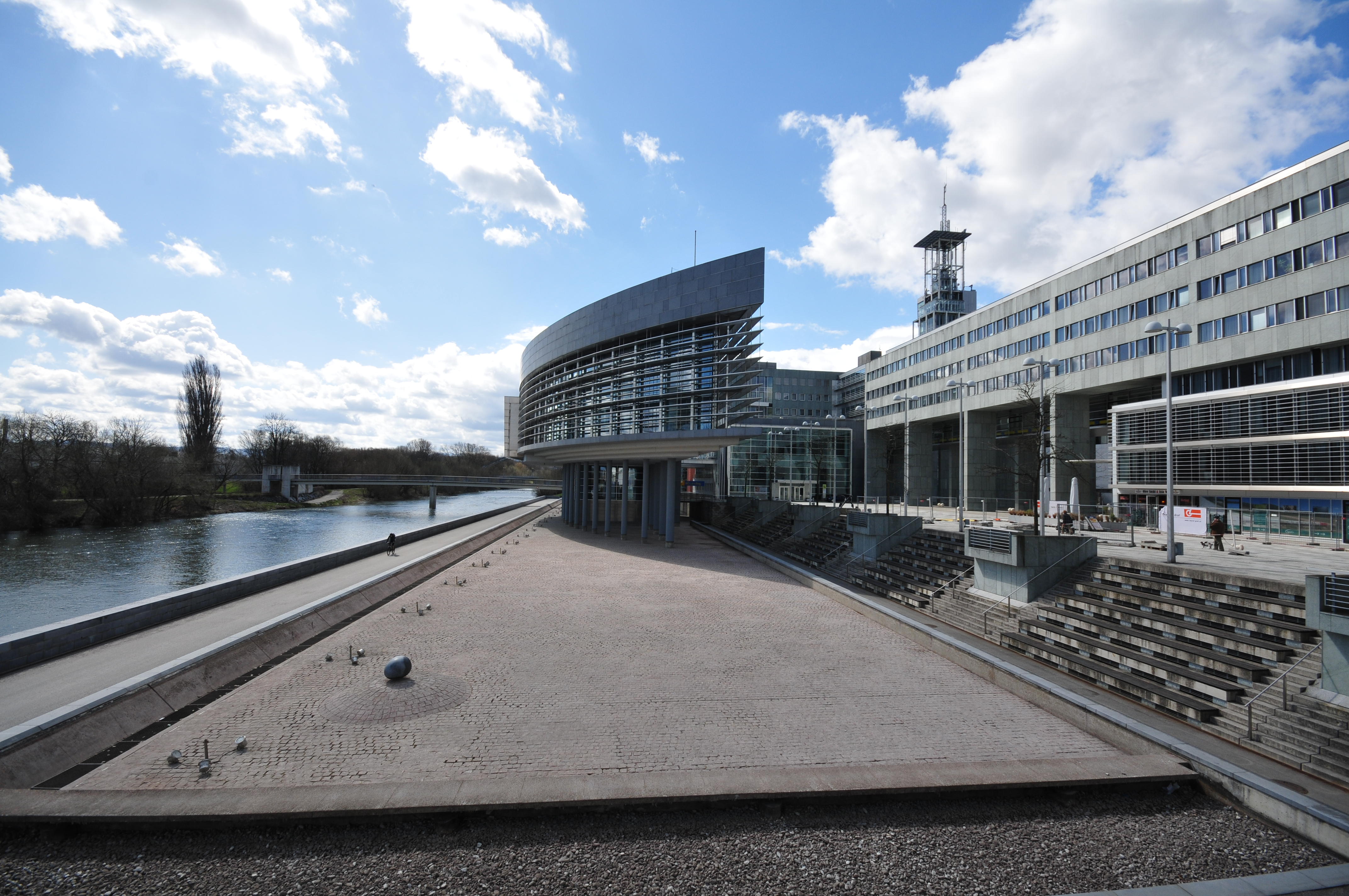
Ansicht von Norden

Das Amt der NÖ Landesregierung ist das höchste Verwaltungsorgan des Bundeslandes Niederösterreich, großteils stationiert im Landhaus St. Pölten. Teile davon sind auch in eigenen Ämtern oder Bezirkshauptmannschaften in Niederösterreich eingegliedert.

## Grundlagen
Das Amt ist als solches keine Behörde, sondern ein administrativer Hilfsapparat der Niederösterreichischen Landesregierung.
Es wird von einem Landesamtsdirektor, derzeit Werner Trock, geführt. Der Landesamtsdirektor muss laut Art. 106 des Bundes-Verfassungsgesetzes (B-VG) ein rechtskundiger Bediensteter des Amtes der Landesregierung sein und ist zumindest mit der Leitung des inneren Dienstes zu betrauen.
Das Amt der NÖ Landesregierung ist mit 2686 Planstellen im Jahr 2015 einer der größten Arbeitgeber in St. Pölten.

## Gliederung
Das Amt der NÖ Landesregierung ist in mehrere Abteilungen unterteilt, die in folgende Gruppen zusammengefasst sind:
- Gruppe Landesamtsdirektion, Leiter: Werner Trock, Stellvertreter: Gerhard Dafert
  - Abteilung Landesamtsdirektion
  - Abteilung Personalangelegenheiten A
  - Abteilung Personalangelegenheiten B
  - Abteilung Gebäudeverwaltung
  - Abteilung Internationale und Europäische Angelegenheiten

- Gruppe Finanzen, Leiter: Georg Bartmann
  - Abteilung Finanzen
  - Abteilung Wohnungsförderung
  - Abteilung Familien und Generationen
  - Abteilung Arbeitsmarkt

- Gruppe Innere Verwaltung, Leiterin: Anna-Margaretha Sturm
  - Abteilung Polizeiangelegenheiten
  - Abteilung Staatsbürgerschaft und Wahlen
  - Abteilung Gemeinden
  - Abteilung Feuerwehr und Zivilschutz
  - Abteilung Personenstandsangelegenheiten
  - Abteilung Veranstaltungsangelegenheiten

- Gruppe Kultur, Wissenschaft und Unterricht, Leiter: Hermann Dikowitsch
  - Abteilung Kunst und Kultur
  - Abteilung NÖ Landesarchiv und NÖ Landesbibliothek
  - Abteilung Wissenschaft und Forschung
  - Abteilung Schulen
  - Abteilung Kindergärten

- Gruppe Land- und Forstwirtschaft, Leiter: Ernest Reisinger
  - Abteilung Agrarrecht
  - Abteilung Landwirtschaftsförderung
  - Abteilung Forstwirtschaft
  - Abteilung Veterinärangelegenheiten und Lebensmittelkontrolle

- Gruppe Wirtschaft, Sport und Tourismus, Leiter: Leopold Schalhas
  - Abteilung Anlagenrecht
  - Abteilung Wirtschaft, Tourismus und Technologie
  - Abteilung Sport
  - Abteilung Technische Kraftfahrzeug-Angelegenheiten

- Gruppe Wasser, Leiter: Harald Hofmann
  - Abteilung Wasserrecht und Schifffahrt
  - Abteilung Wasserwirtschaft
  - Abteilung Wasserbau
  - Abteilung Siedlungswasserwirtschaft

- Gruppe Raumordnung, Umwelt und Verkehr, Leiter: Werner Pracherstorfer
  - Abteilung Bau- und Raumordnungsrecht
  - Abteilung Umwelt- und Energiewirtschaft
  - Abteilung Naturschutz
  - Abteilung Verkehrsrecht
  - Abteilung Raumordnung und Gesamtverkehrsangelegenheiten

- Gruppe Gesundheit und Soziales, Leiter: Filip Deimel
  - Abteilung Gesundheitswesen
  - Abteilung Umwelthygiene
  - Abteilung Sanitäts- und Krankenanstaltenrecht
  - Abteilung Soziales und Generationenförderung
  - Abteilung Kinder- und Jugendhilfe
  - Abteilung Landeskliniken und Landesbetreuungszentren

- Gruppe Baudirektion, Leiter: Walter Steinacker
  - Abteilung Allgemeiner Baudienst
  - Abteilung Anlagentechnik
  - Abteilung Landeshochbau
  - NÖ Gebietsbauämter

- Gruppe Straße, Leiter: Josef Decker
  - Abteilung Allgemeiner Straßendienst
  - Abteilung Straßenbetrieb
  - Abteilung Landesstraßenplanung
  - Abteilung Landesstraßenbau und - verwaltung
  - Abteilung Brückenbau

Die Abteilung für Feuerwehr und Zivilschutz befindet sich in Tulln an der Donau, wo auch der Niederösterreichische Landesfeuerwehrverband und die Niederösterreichische Landesfeuerwehrschule untergebracht sind.
Die Abteilung Landwirtschaftliche Bildung befindet sich ebenfalls in Tulln, die Abteilung Stiftungsverwaltung im 1. Wiener Bezirk (Innere Stadt).

## Geschichte

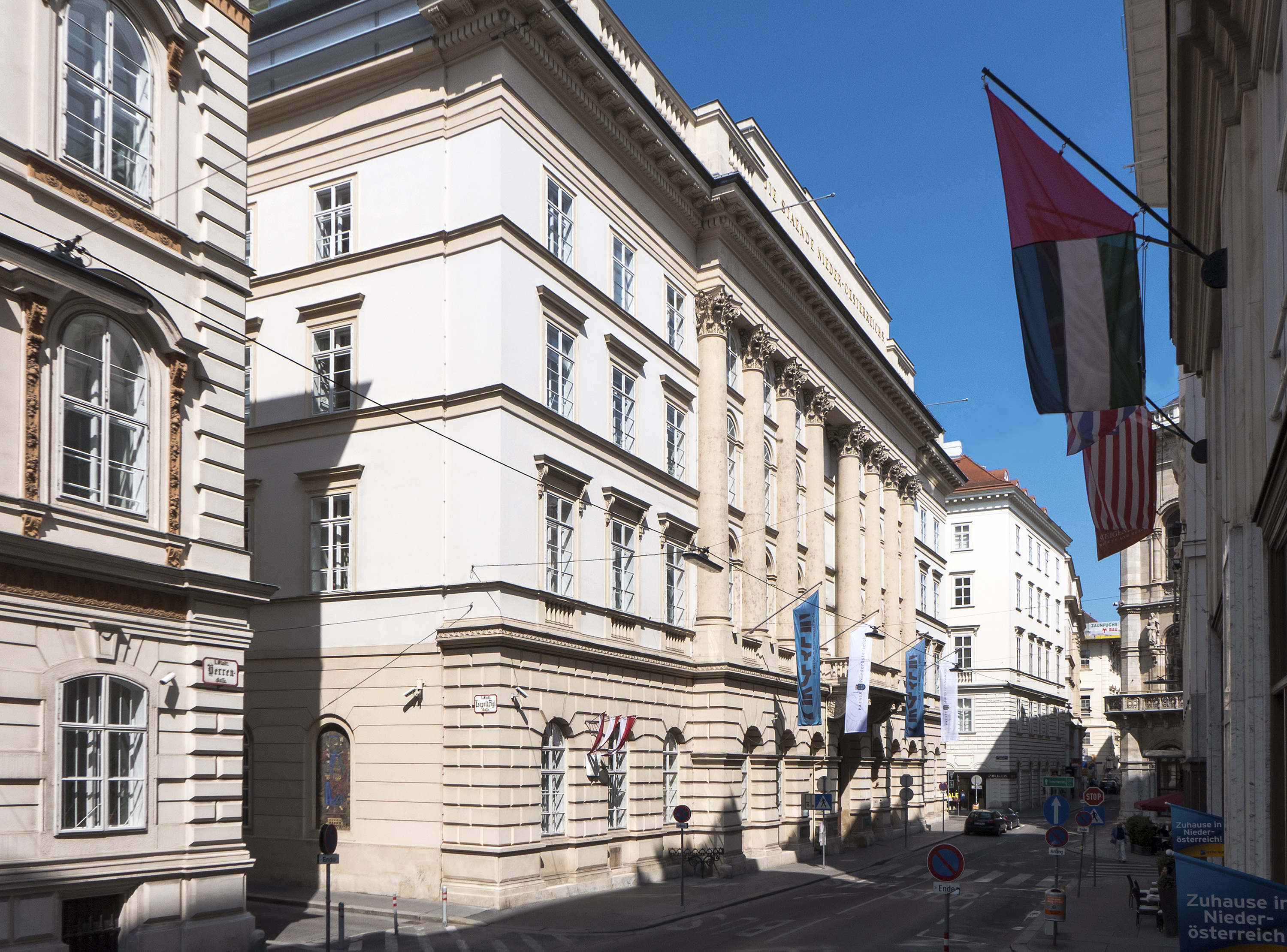
Palais Niederösterreich in der Herrengasse

Bis 1997 war das Amt im Palais Niederösterreich in Wien angesiedelt, erst danach kam es nach St. Pölten, das 1986 zur neuen Hauptstadt des Landes erklärt worden war.

### Liste der Landesamtsdirektoren (unvollständig)
- 1945 bis 1964: Hans Vanura
- Bis 1974: Franz Baumgartner
- 1974 bis 1979: Georg Schneider
- 1979 bis 1986: Leopold Speiser
- Bis 2000: Karl Kern
- 2000 bis 2017: Werner Seif
- seit 2017: Werner Trock